# Kabinet-Wilson I
Het kabinet–Wilson I was de uitvoerende macht van de Britse overheid van 16 oktober 1964 tot 6 april 1966. Het kabinet werd gevormd door de Labour Party na de verkiezingen van 1964 met Harold Wilson de partijleider van de Labour Party als premier. In het kabinet zaten meerdere (toekomstige) prominenten zoals: Michael Stewart, James Callaghan, Roy Jenkins, Frank Pakenham, Denis Healey en George Thomson.

## Samenstelling
| Ambtsbekleder                                                           | Ambtsbekleder         | Ambtsbekleder                                 | Functie(s)                                    | Ambtstermijn     | Ambtstermijn     | Partij       |
| ----------------------------------------------------------------------- | --------------------- | --------------------------------------------- | --------------------------------------------- | ---------------- | ---------------- | ------------ |
|                                                                         | Harold Wilson         | Harold Wilson (1916–1995)                     | Premier                                       | 16 oktober 1964  | 19 juni 1970     | Labour Party |
|                                                                         | George Brown          | George Brown (1914–1985)                      | First Secretary of State                      | 16 oktober 1964  | 11 augustus 1966 | Labour Party |
| Minister van Economische Zaken                                          | George Brown          | George Brown (1914–1985)                      |                                               | 16 oktober 1964  | 11 augustus 1966 | Labour Party |
|                                                                         | James Callaghan       | James Callaghan (1912–2005)                   | Minister van Financiën                        | 16 oktober 1964  | 29 november 1967 | Labour Party |
|                                                                         | Patrick Gordon Walker | Patrick Gordon Walker (1907–1980)             | Minister van Buitenlandse Zaken               | 16 oktober 1964  | 22 januari 1965  | Labour Party |
|                                                                         | Michael Stewart       | Michael Stewart (1906–1990)                   | Minister van Buitenlandse Zaken               | 22 januari 1965  | 11 augustus 1966 | Labour Party |
|                                                                         | Frank Soskice         | Sir Frank Soskice (1902–1979)                 | Minister van Binnenlandse Zaken               | 16 oktober 1964  | 23 december 1965 | Labour Party |
|                                                                         | Roy Jenkins           | Roy Jenkins (1920–2003)                       | Minister van Binnenlandse Zaken               | 23 december 1965 | 29 november 1967 | Labour Party |
|                                                                         |                       | Herbert Bowden (1905–1994)                    | Lord President of the Council                 | 16 oktober 1964  | 11 augustus 1966 | Labour Party |
| Leader of the House of Commons                                          |                       | Herbert Bowden (1905–1994)                    |                                               | 16 oktober 1964  | 11 augustus 1966 | Labour Party |
|                                                                         | Frank Pakenhan        | Graaf van Longford Frank Pakenham (1905–2001) | Lord Privy Seal                               | 16 oktober 1964  | 23 december 1965 | Labour Party |
|                                                                         | Frank Soskice         | Sir Frank Soskice (1902–1979)                 | Lord Privy Seal                               | 23 december 1965 | 6 april 1966     | Labour Party |
|                                                                         | Frank Pakenhan        | Graaf van Longford Frank Pakenham (1905–2001) | Leader of the House of Lords                  | 16 oktober 1964  | 16 januari 1968  | Labour Party |
|                                                                         |                       | Baron Gardiner Gerald Gardiner (1900–1990)    | Lord Chancellor                               | 16 oktober 1964  | 19 juni 1970     | Labour Party |
|                                                                         |                       | Douglas Jay (1907–1996)                       | President of the Board of Trade               | 16 oktober 1964  | 29 augustus 1967 | Labour Party |
|                                                                         | Denis Healey          | Denis Healey (1917–2015)                      | Minister van Defensie                         | 16 oktober 1964  | 19 juni 1970     | Labour Party |
|                                                                         |                       | Kenneth Robinson (1911–1996)                  | Minister van Volksgezondheid en Sociale Zaken | 16 oktober 1964  | 1 november 1968  | Labour Party |
|                                                                         |                       | Ray Gunter (1909–1977)                        | Minister van Arbeid                           | 16 oktober 1964  | 6 april 1968     | Labour Party |
|                                                                         |                       | Peggy Herbison (1907–1996)                    | Minister van Pensioenen en Verzekeringen      | 16 oktober 1964  | 26 juli 1967     | Labour Party |
|                                                                         | Michael Stewart       | Michael Stewart (1906–1990)                   | Minister van Onderwijs                        | 16 oktober 1964  | 22 januari 1965  | Labour Party |
|                                                                         | Tony Crosland         | Tony Crosland (1918–1977)                     | Minister van Onderwijs                        | 22 januari 1965  | 29 augustus 1967 | Labour Party |
|                                                                         |                       | Tom Fraser (1911–1988)                        | Minister van Transport                        | 16 oktober 1964  | 23 december 1965 | Labour Party |
|                                                                         | Barbara Castle        | Barbara Castle (1910–2002)                    | Minister van Transport                        | 23 december 1965 | 6 april 1968     | Labour Party |
|                                                                         | Dick Crossman         | Dick Crossman (1907–1974)                     | Minister van Huisvesting en Lokale Zaken      | 16 oktober 1964  | 11 augustus 1966 | Labour Party |
|                                                                         |                       | Fred Peart (1914–1988)                        | Minister van Landbouw, Visserij en Voedsel    | 16 oktober 1964  | 6 april 1968     | Labour Party |
|                                                                         |                       | Douglas Houghton (1898–1996)                  | Kanselier van het Hertogdom Lancaster         | 16 oktober 1964  | 6 april 1966     | Labour Party |
|                                                                         | Tony Greenwood        | Tony Greenwood (1911–1982)                    | Minister voor Koloniale Zaken                 | 16 oktober 1964  | 23 december 1965 | Labour Party |
|                                                                         | Frank Pakenhan        | Graaf van Longford Frank Pakenham (1905–2001) | Minister voor Koloniale Zaken                 | 23 december 1965 | 6 april 1966     | Labour Party |
|                                                                         | Arthur Bottomley      | Arthur Bottomley (1907–1995)                  | Minister voor Gemenebest Zaken                | 16 oktober 1964  | 1 augustus 1966  | Labour Party |
|                                                                         |                       | Willie Ross (1911–1988)                       | Minister voor Schotland                       | 16 oktober 1964  | 19 juni 1970     | Labour Party |
|                                                                         |                       | Jim Griffiths (1890–1975)                     | Minister voor Wales                           | 16 oktober 1964  | 6 april 1966     | Labour Party |
|                                                                         |                       | Frank Cousins (1904–1986)                     | Minister voor Technologie                     | 16 oktober 1964  | 4 juli 1966      | Labour Party |
|                                                                         |                       | Frederick Lee (1906–1984)                     | Minister voor Energie                         | 16 oktober 1964  | 6 april 1966     | Labour Party |
|                                                                         | Barbara Castle        | Barbara Castle (1910–2002)                    | Minister voor Ontwikkelingshulp               | 16 oktober 1964  | 23 december 1965 | Labour Party |
|                                                                         | Tony Greenwood        | Tony Greenwood (1911–1982)                    | Minister voor Ontwikkelingshulp               | 23 december 1965 | 11 augustus 1966 | Labour Party |
| Formeel geen leden van het kabinet, maar woonde kabinetsvergadering bij |                       |                                               |                                               |                  |                  |              |
| Ambtsbekleder                                                           | Ambtsbekleder         | Ambtsbekleder                                 | Functie                                       | Ambtstermijn     | Ambtstermijn     | Partij       |
|                                                                         |                       | Jack Diamond (1907–2004)                      | Onderminister voor Financiën                  | 16 oktober 1964  | 19 juni 1970     | Labour Party |
|                                                                         | Elwyn Jones           | Sir Elwyn Jones (1909–1989)                   | Advocaat- generaal                            | 16 oktober 1964  | 19 juni 1970     | Labour Party |
|                                                                         | Tony Benn             | Tony Benn (1925–2014)                         | Minister van Posterijen                       | 16 oktober 1964  | 4 juli 1966      | Labour Party |
|                                                                         |                       | George Wigg (1900–1983)                       | Thesaurier- generaal                          | 16 oktober 1964  | 12 november 1967 | Labour Party |
|                                                                         |                       | Ted Short (1912–2012)                         | Onderstaats- secretaris voor Financiën        | 16 oktober 1964  | 4 juli 1966      | Labour Party |
| Chief Whip in het Lagerhuis                                             |                       | Ted Short (1912–2012)                         |                                               | 16 oktober 1964  | 4 juli 1966      | Labour Party |

Russell I ·
Smith-Stanley I ·
Hamilton-Gordon ·
Temple I ·
Smith-Stanley II ·
Temple II ·
Russell II ·
Smith-Stanley III ·
Disraeli I ·
Gladstone I ·
Disraeli II ·
Gladstone II ·
Gascoyne-Cecil I ·
Gladstone III ·
Gascoyne-Cecil II ·
Gladstone IV ·
Primrose ·
Gascoyne-Cecil III ·
Gascoyne-Cecil IV ·
Balfour ·
Campbell-Bannerman ·
Asquith I ·
Asquith II ·
Asquith III ·
Asquith IV ·
Lloyd George I ·
Lloyd George II ·
Law ·
Baldwin I ·
MacDonald I ·
Baldwin II ·
MacDonald II ·
MacDonald III ·
MacDonald IV ·
Baldwin III ·
Chamberlain I ·
Chamberlain II ·
Churchill I ·
Churchill II ·
Attlee I ·
Attlee II ·
Churchill III ·
Eden ·
Macmillan I ·
Macmillan II ·
Douglas-Home ·
Wilson I ·
Wilson II ·
Heath ·
Wilson III ·
Callaghan ·
Thatcher I ·
Thatcher II ·
Thatcher III ·
Major I ·
Major II ·
Blair I ·
Blair II ·
Blair III ·
Brown ·
Cameron I ·
Cameron II ·
May I ·
May II ·
Johnson I ·
Johnson II ·
Truss ·
Sunak ·
Starmer